# Kaillie Humphries
Kaillie Humphries (født 4. september 1985 i Calgary) er en canadisk bobslædefører, der deltog i de olympiske vinterlege 2010 i Vancouver og 2014 i Sochi. Hun repræsenterer USA fra 2019.
Humphries blev olympisk mester i bobslæde under vinter-OL 2010 i Vancouver. Sammen med Heather Moyse vandt hun damedoublen foran sine landsmænd Helen Upperton og Shelley-Ann Brown.
Hun tog bronze under Vinter-OL 2018.

## OL-medaljer
- 2010  Vancouver -  Guld i bobslæde, toerbob damer  Canada.
- 2014  Sotsji -  Guld i bobslæde, toerbob damer  Canada.
- 2018  Pyeongchang -  Bronze i bobslæde, toerbob damer  Canada.
- 2022  Beijing -  Guld i bobslæde, monobob damer  USA.

## Privat
Kaillie Humphries er gift med den engelskfødte bobslædefører Daniel "Dan" Humphries.